# Raul Arnemann
Raul Arnemann, né le 23 janvier 1953 à Pärnu, est un rameur estonien, concourant pour l'Union soviétique.
Il remporte la médaille de bronze sur quatre de couple, lors des Jeux olympiques de 1976.